# Цивікс (Віндгук)
Футбол Клуб Цивікс Віндгук або просто Цивікс (англ. Football Club Civics Windhoek) — професіональний футбольний клуб з Намібії, який представляє місто Віндгук.

## Історія
Клуб було засновано в 1983 році під назвою "Бізліхім Бойс". Пізніше назва змінилася спочатку на "Зе Майті Цівіліанс" (Потужні цивільні особи) і, нарешті, на "ФК «Цивікс»" . Довгий час розвиток клубу уповільнювався через фінансові проблеми. У 2000 році «Бушшуле Намібія» почала підтримувати футбольний клуб. Таким чином, об'єднання та реорганізація клубу зробили його сильнішим. З тих пір президентом клубу став уродженець в Фленсбурга Гельмут Шарновський, який був навіть тренером клубу до 13 серпня 2010 року. До середини серпня Алі Акан був тренером, перш ніж Крісті Гурусіб замінив його на цій посаді. Гельмут Шарновський залишається генеральним директором та президентом футбольного клубу.

## Досягнення
- Прем'єр-ліга: 3 перемоги

2005, 2006, 2007
- Кубок Намібії Бідвест: 2 перемоги

2003, 2008

## Футбольна академія
У лютому 2011 року клуб оголосив про створення футбольної академії у співпраці з Футбольною академією Південної Африки. Гравці отримують можливість тренуватися протягом деякого часу та грати серед інших футболістів у Штурмі з Грацу, в Австрії.

## Виступи на континентальних турнірах під егідою КАФ
| Сезон | Турнір             | Раунд      | Клуб               | Вдома | На виїзді | Загальний |
| ----- | ------------------ | ---------- | ------------------ | ----- | --------- | --------- |
| 2004  | Ліга чемпіонів КАФ | Попередній | Суперспорт Юнайтед | 0-1   | 0-5       | 0-6       |
| 2006  | Ліга чемпіонів КАФ | Попередній | Саграда Есперанса  | 4-0   | 1-2       | 5-2       |
| 2006  | Ліга чемпіонів КАФ | 1          | АСЕК Мімозас       | 0-1   | 0-3       | 0-4       |
| 2007  | Ліга чемпіонів КАФ | Попередній | Петру Атлетіку     | 1-1   | 0-1       | 1-2       |

## Відомі гравці
- Філемон Ангула
- Коллін Бенджамін
- Дензіл Брувер
- Мелвін Брувер
- Ерастус Гарісеб
- Саломо Хей
- Йоханн Хінджу
- Коста Хайсеб
- Патрик М'Контавана
- Роберт Наусеб
- Генріх Ізаакс
- Квінтон Джейкобс
- Джамуованду Нгатжізеко